# Barque de sauvetage
 (septembre 2016).
Améliorez-le ou discutez des points à vérifier. 
 (juin 2012).
Si vous disposez d'ouvrages ou d'articles de référence ou si vous connaissez des sites web de qualité traitant du thème abordé ici, merci de compléter l'article en donnant les références utiles à sa vérifiabilité et en les liant à la section « Notes et références ».
La barque de sauvetage est un sport nautique pratiqué essentiellement en France.

## Embarcation
La barque est en bois avec un fond plat.
Elle comprend sept courbes. Les barques et les rames sont peintes aux couleurs de la société. 
La barque a une longueur de 5,40 m et son poids doit être au minimum de 150 kg. 
Elle est équipée de deux bancs, quatre rames, deux cale-pieds et de tolets.
Pour pratiquer la barque il faut être licencié dans un club affilié à la FFJSN (Fédération française de joute et sauvetage nautique).
Les compétitions de barque sont accessibles aux filles et aux garçons dès l’âge de huit ans.

## Déroulement des courses
Les courses à deux rameurs
- En circuit fermé. Le départ et l’arrivée se trouvent au même endroit.
- En descente. Toutes les barques partent en même temps d'un point et arrivent à un autre point.
- En lignes d'eau. C'est le cas du championnat de France de vitesse. Il se déroule sur un plan d'eau calme avec des lignes d'eau et sur une distance de 500 m pour les cadets et les féminines et de 1 000 m pour les juniors, les vétérans et les seniors.

Les courses Rame et Harpie
- En circuit fermé. Un rameur et un harpieur (muni d'un manche en bois appelé « harpie », d'une longueur de son choix avec deux ou trois pointes en acier).
- Le championnat est appelé « Marinière ».

Les courses à quatre rameurs
- En descente. Où deux rameurs sont en action puis passent le relais aux deux autres rameurs. Et ainsi de suite tout au long de la course.
- Le championnat est appelé « Grand fond » (toujours en descente).

Les courses individuelles
- À la rame. La plupart sont des critériums.
- À la harpie. Où le coureur fait une descente à la rame tourne à une bouée puis colle sa barque contre la berge et remonte vers l'arrivée avec la harpie.

Les critériums
- Réservés aux jeunes de 8 à 13 ans.
- Ils se déroulent sur des plans d'eau calme avec des parcours chronométrés. Ils se pratiquent individuellement.

## Catégories
Critériums filles et garçons
De 8 à 9 ans, de 10 à 11 ans et de 12 à 13 ans.
Cadets et Cadette
De 14 ans à 16 ans dans l'année.
Juniors et Féminines juniors
De 17 ans à 20 ans dans l'année.
Seniors
De 21 ans à 39 ans dans l'année.
Féminines seniors
À partir de 21 ans dans l’année.
Vétérans
À partir de 40 ans dans l'année.

## Pratique
Les clubs qui pratiquent la barque s'étendent du nord de Lyon (Mâcon) jusqu'au sud de Valence, puis en direction de l'ouest (Roanne). 
La saison de barque s'étend de mars à fin mai, puis de mi-septembre à fin novembre.